# Concile d'Orange (529)
Pour les articles homonymes, voir Concile d'Orange.
Le concile d'Orange de 529, est un concile régional qui a été présidé par l'archevêque d'Arles, Césaire d'Arles. Ce concile a condamné le semi-pélagianisme et a donné une formulation théologique de la grâce telle qu'elle avait été prônée par Augustin d'Hippone, contre ceux qui, comme Jean Cassien, Faust de Riez et Vincent de Lérins, donnaient un rôle plus important au libre arbitre.

## Le concile
Il a clos temporairement une longue controverse sur le rôle de la grâce et du libre arbitre, qui commença au début du Ve siècle, avec l'enseignement du moine breton Pélage. Jean Cassien et Vincent de Lérins condamnaient certes Pélage, mais n'admettaient pas la primauté du salut par la grâce telle que l'exprimait Augustin d'Hippone et reconnaissaient un rôle plus important qu'Augustin au libre arbitre.
Le concile ouvert le 3 juillet 529 adopta, d'une part, une série de canons et une définition de foi qui sauvegardèrent et la gratuité de la grâce et l'importance des efforts de l'homme.
Rien de bien, l'homme ne peut sans Dieu. Beaucoup de bien, Dieu fait en l'homme, que l'homme ne fait pas ; aucun bien l'homme ne fait, sinon celui que Dieu veut.
Les actes du concile furent confirmés par Boniface II dans sa lettre Per filium nostrum à l'évêque Césaire d'Arles, le 25 janvier 531.